# Variable Geo
Variable Geo (ヴァリアブル・ジオ), également connue sous le titre V.G., est une série de jeux vidéo de combat/eroge en 2D, développée et publiée par la société Giga sur ordinateur. Elle est aussi adaptée et distribuée par Technical Group Laboratory (TGL) sur consoles de salon. La série se concentre sur les participantes d'une compétition d'arts martiaux durant laquelle elles doivent faire la publicité pour des restaurants familiaux en tant que serveuses lorsqu'elles ne se battent pas.

## Système de jeu
Similaire aux autres jeux vidéo de combat, le système de jeu de Variable Geo utilise quatre touches pour les mouvements, soit deux boutons pour les coups de poing et de pied avec force et vitesse divergentes. Les mouvements spéciaux sont initiés en utilisant les touches de la manette ou du joystick et ponctué en pressant les boutons des coups de poing ou de pied.
De la même manière que dans les séries Street Fighter et The King of Fighters, et même des Ningyou Tsukai, les opus suivants incluront une « jauge spéciale » qui se remplira lorsque le joueur prendra des dégâts ou infligera des coups à son adversaire. Remplir cette jauge permettra au joueur d'utiliser un coup spécial qu'il pourra utiliser dans le match ou le garder pour un autre match.
Chaque personnage démarre un combat avec une jauge pleine qui se vide lorsque le personnage prend des dégâts. Le premier personnage qui a la jauge totalement vidée perd. En solo, gagner face à un adversaire (CPU) mène à une récompense montrant la perdante dans une situation imaginaire où elle est forcée de se soumettre (souvent sexuellement) publiquement ou en privé, ou de se faire violer par un ou plusieurs assaillants.

## Jeux
- V.G.: Variable Geo : publié sur PC9800 le 9 juillet 1993, par Giga, le premier opus ignore largement son scénario pour se consacrer à ses séquences de combats et de hentai. Le joueur prend contrôle de l'une des six serveuses de V.G. et combat les cinq autres afin de remporter la compétition. Kaori Yanase et Reimi Jahana sont les soumise et boss final, respectivement, sauf dans le cas où le joueur contrôle l'une d'entre elles ; de ce fait, Yuka prend la place du personnage contrôlé.

- Advanced V.G. : publié sur Turbo CD, le 22 juillet 1994, par Giga, Advanced V.G. est une version améliorée du premier jeu qui s'accompagne de trois nouveaux personnages jouables, un scénario qui fait participer Yuka comme personnage principal (qui est en réalité un clone), et comprend deux boss, les guerrières Hybrids K-1 et K-2. La version TurboGrafx-CD est aussi publiée aux États-Unis en septembre 1994, et est la seule de la série publiée en Amérique. Ce jeu est plus tard réédité sur Sega Saturn et PlayStation[1] avec un son et graphismes améliorés. L'opus est publié sur le PlayStation Store en 2009[2].

- V.G. II: Bout of Cabalistic Goddess : publié sur PC9800, par Giga, le 25 novembre 1994. Kotoe Kashima, rivale d'enfance de Reimi, fonde son propre tournoi V.G. afin de prouver une fois pour toutes qu'elle est la plus forte et la plus belle que la Jahana Heiress. Toutes les anciennes combattantes reviennent et doivent se faire face. Après le avoir vaincu, le joueur doit faire face aux gardes du corps de Kotoe avant de la combattre elle-même.

- Super V.G. (Super Nintendo Entertainment System, TGL, 21 juillet 1995) : il s'agit d'une version de Advanced V.G. sans le clone de Yuka, les Hybrids et l'option graphique[3].

- Advanced V.G. 2 (PlayStation, TGL, 23 septembre 1998) : suite de Advanced V.G. qui se centre autour du mode histoire qui fait participer la nouvelle protagoniste Tamao Mitsurugi faisant face à toutes les anciennes combattantes, et à Kyoko Kirishima et Saki Shinjou avant de combattre les boss Material et Miranda Jahana, mère de Reimi.

- V.G. Custom (PC, Giga, 19 février 1999) : un autre remake de Advanced V.G. ; le jeu fait participer le même rooster que Super V.G., mais comprend le même style graphique et sonore que Advanced V.G. 2, ainsi que les séquences d'humiliation issues de V.G. II: Bout of Cabalistic Goddess (avec des dialogues différents) et des fins (non-canoniques). Tamao Mitsurugi est un personnage caché jouable uniquement après avoir débloqué le mode versus.

- V.G. Rebirth (PC, Giga, 28 septembre 2001) : jeu en visual novel dans lequel le joueur observe les compétitions V.G. Il fait participer le nouveau protagoniste Hiyori Sakuragi. Selon les choix du joueur, il fera unduo avec Yuka, Tamao ou Reimi.

- V.G. Rebirth Dash (PC, Giga, 23 mars 2002) : version améliorée de V.G. Rebirth qui fait participer presque tous les personnages non-boss (Ayako Yuuki est absente car étant lesbienne) pour faire un duo avec le joueur. Il intronise Keiko Hatano.

- V.G. Neo (PC, Giga, 19 décembre 2003) : dernier visual novel de la série.

## Anime
Il existe une série de trois OVA anime produite par KSS, publiée entre 1996 et 1997. En 2003, elle est rééditée en DVD pour célébrer les dix ans de la série. En 2004 sort une série basée sur V.G. Neo.